# Alistair Asher
Alistair Asher (sinh ngày 14 tháng 10 năm 1980) là một cựu cầu thủ bóng đá người Anh thi đấu ở Football League cho Mansfield Town.